# Voiteg

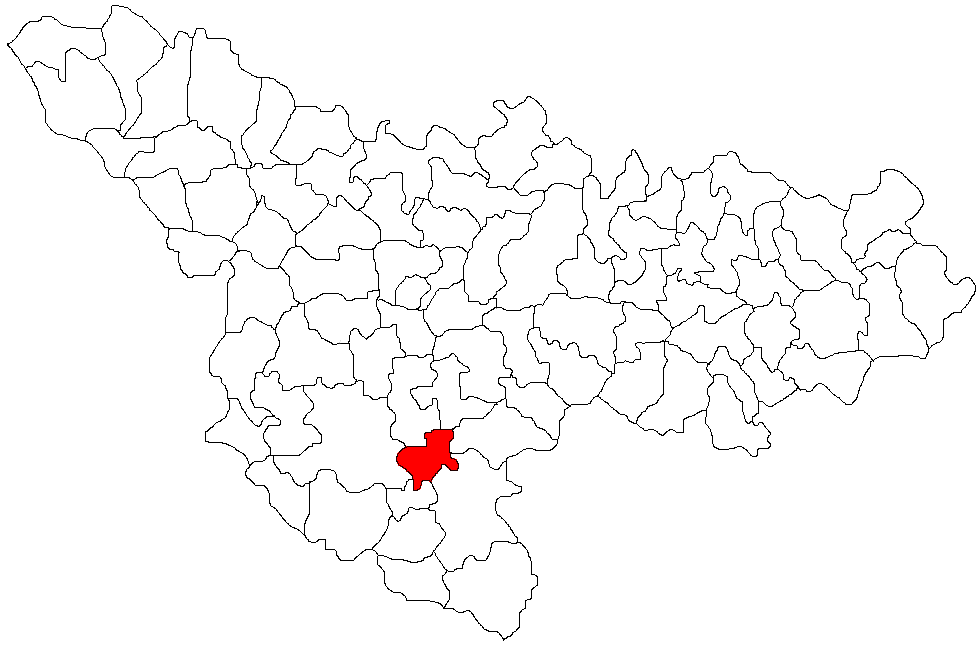
Lage der Gemeinde Voiteg im Kreis Timiș

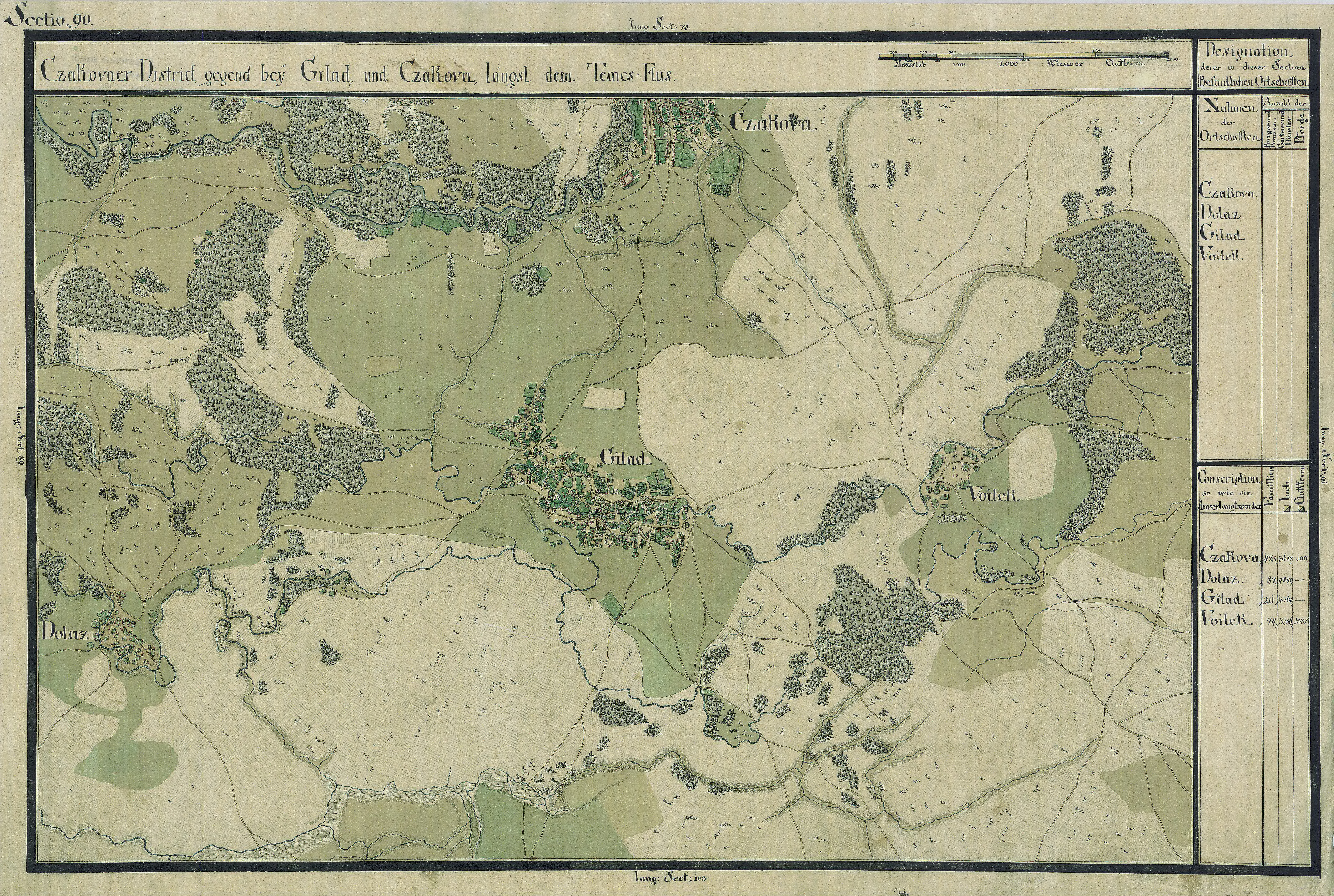
Voiteg auf der Josephinischen Landaufnahme (1769–1772)

Voiteg (deutsch Woiteg, ungarisch Vejte oder Vojtek) ist eine Gemeinde im Kreis Timiș, in der Region Banat, im Südwesten Rumäniens, etwa 36 Kilometer südlich von Timișoara (Temeswar). Der Ort ist über die Europastraße 70 mit Timișoara verbunden. Außerdem verläuft die Bahnlinie von Timișoara nach Belgrad durch Voiteg.

## Nachbarorte
| Ciacova | Jebel                                       | Liebling |
| Ghilad  | Kompassrose, die auf Nachbargemeinden zeigt | Gătaia   |
| Banloc  | Deta                                        | Birda    |

## Etymologie
Im Laufe der Jahrhunderte gab es verschiedene Schreibweisen des Namens: Vejte, Veytech, Veytsch, Wejtech, Wech und Veycech, Woiteg, Wojteg, Woitek, Wojtek, Voitek, Voiteg.
Der Bahnhof, der sich außerhalb des Ortes befindet, heißt Voiteni.

## Geschichte
Der Ort wurde 1328 erstmals urkundlich erwähnt, in der Zeit des ungarischen Königs Karl Robert und zwar unter dem Namen Veytech, als Eigentum des Teodor Veytey. Bis ins 15. Jahrhundert befand sich der Edelsitz in den Händen der Familie von Veytey. Zur Zeit Königs Sigismund traten aber Unruhen im Land auf. Der König wollte seine Getreuen belohnen und schenkte ihnen all jene Güter, die von den Aufwieglern eingezogen wurden. Dabei wurden auch die Güter der Familie von Veytey eingezogen. Der König schenkte ihre Güter durch eine Schenkungsurkunde vom 30. März 1410 dem Banus von Szöreny, Lorenz Majus. 1437 gelangte der Besitz unter König Albrecht von Österreich in die Hände der Grundbesitzer Valentin Karay und Benedikt Sümegi. Unter der Regierung Johann Hunyadis kam Veytey in den Besitz der Hagymasi von Beregsau.
Am 21. Juli 1718 wurde in Passarowitz der Friede mit den Türken geschlossen. Durch diesen Frieden gelangte das Banat unter die Herrschaft des österreichischen Kaisers Karl des VI. Bei der ersten Konskription und geographischer Landaufnahme, die von Graf Mercy vorgenommen wurde, bestand der Ort aus nur 28 Hütten, die von Rumänen bewohnt wurden. Den Ort selbst nannten die Rumänen Voiteg. Unter dieser Benennung wurde er dann auch in der von Graf Mercy angefertigten Landkarte aufgenommen. Als 1776 das Dorf planmäßig neu angelegt wurde, blieben viele Hausplätze leer und deshalb gab Josef Brigido von Bresowitz als Landespräsident den Befehl deutsche Siedler auf die leeren Plätze einzuweisen. Die deutschen Zuwanderer kamen aus den benachbarten Orten Charleville, St. Hubert, Soltour, Orzydorf, Gottlob, Bogarosch u. a.
Am 4. Juni 1920 wurde das Banat infolge des Vertrags von Trianon dreigeteilt. Der größte, östliche Teil, zu dem auch Wojteg gehörte, fiel an Rumänien.
Infolge des Waffen-SS Abkommens vom 12. Mai 1943 zwischen der Antonescu-Regierung und Hitler-Deutschland wurden alle deutschstämmigen wehrpflichtigen Männer in die deutsche Armee eingezogen. Noch vor Kriegsende, im Januar 1945, fand die Deportation aller volksdeutschen Frauen zwischen 18 und 30 Jahren und Männer im Alter von 16 bis 45 Jahren zur Aufbauarbeit in die Sowjetunion statt. Das Bodenreformgesetz vom 23. März 1945, das die Enteignung der deutschen Bauern in Rumänien vorsah, entzog der ländlichen Bevölkerung die Lebensgrundlage. Durch das Nationalisierungsgesetz vom 11. Juni 1948, das die Verstaatlichung aller Industrie- und Handelsbetriebe, Banken und Versicherungen vorsah, fand die Enteignung aller Wirtschaftsbetriebe unabhängig von der ethnischen Zugehörigkeit statt.
Am 18. Juni 1951 fand die Deportation in die Bărăgan-Steppe aller „unzuverlässigen Elemente“ unabhängig von der ethnischen Zugehörigkeit statt.
Das von den Wojtegern im Baragan mitaufgebaute und bewohnte Dorf bestand aus etwa 800 Schilfdachhäusern und erhielt die Ortsbezeichnung Giurgieni Noi, später in Rachitoasa umbenannt. Als die Bărăganverschleppten 1956 heimkehrten, bekamen sie die 1945 enteigneten Häuser und Höfe zurück, der Feldbesitz wurde jedoch kollektiviert.

## Ackerbauschule Vojteg
1927 wurde die Deutsche Ackerbauschule in Wojteg erbaut. Hier wurden die Bauernsöhne des gesamten Banats zu Landwirten ausgebildet. Die Schule wurde als Aktiengesellschaft mit dem Beitrag von Tausenden banatschwäbischer Landwirte gegründet: Eine Aktie im Wert von 1000 Lei entsprach 1927 dem Wert von 100 kg Weizen.
80 Jahre nach der Gründung der Deutschen Ackerbauschule in Wojteg wurde diese traditionsreiche Banater Schule restauriert und am 13. Juni 2007 in feierlichem Rahmen als Deutsch-Rumänisches Zentrum für landwirtschaftliche Fachaus- und Fortbildung eröffnet. Zur Trägergesellschaft dieses Bildungszentrums zählen zusätzlich zur Temeswarer Universität für Landwirtschaft und Tiermedizin mit Rektor Cosmin Alin Popescu, das Demokratisches Forum der Deutschen im Banat, eine Untergliederung des Demokratischen Forums der Deutschen in Rumänien, und die DEULA Baden-Württemberg GmbH mit Rüdiger Heining. Dieses Projekt konnte durch die Unterstützung des Landes Baden-Württemberg, des damaligen Ministerpräsidenten Erwin Teufel und der Landwirtschaftsminister Willi Stächele und Peter Hauk und der deutschen Konsuln in Temeswar, Klaus Peter Marte sowie Rolf Maruhn 2001–2007 verwirklicht werden. Die Gesamtinvestition betrug 14,3 Milliarden Lei (485.000 Euro), wobei die deutsche Seite zu den Mitteln der rumänischen Regierung 150.000 Euro beigesteuert hat. Das Bildungszentrum verfügt über ein modernes, zweckdienlich ausgestattetes Schulgebäude mitsamt 554 Hektar Land. Modell dafür steht der erfahrene deutsche Partner, das DEULA-Bildungszentrum für Agrar- und Umwelttechnik aus Kirchheim bei Stuttgart. Die Schulleitung liegt bei Ciprian George Fora, der auch als Professor für Phytopathologie und Entomologie an der Landwirtschaftlichen und Veterinärmedizinischen Universität des Banat lehrt.

## Persönlichkeiten
- Helmuth Frauendorfer (1959–2024), Schriftsteller und Journalist